# Waldwipfelweg Sankt Englmar–Maibrunn
Der Waldwipfelweg Sankt Englmar–Maibrunn ist ein 1000 Meter langer Baumwipfelpfad in der Gemeinde Sankt Englmar im Bayerischen Wald. Er bietet eine gute Sicht über die Höhenzüge des Bayerischen Waldes, das Donautal und die Ebenen des Gäubodens. Betrieben wird die touristische Attraktion von dem Unternehmen Waldwipfelweg GmbH St. Englmar; der Eintritt zum Gelände ist kostenpflichtig.

## Aufbau
Der 2,50 m breite Panoramasteg auf 36 Masten ist behinderten- und kinderwagengerecht. Er führt vom Gastronomiegebäude über 1000 m in bis zu 30 Höhenmetern über dem Boden entlang von verschiedenen, im Bayerischen Wald heimischen Bäumen nahezu ohne Höhenunterschied zum Boden in einem Waldstück, von dem aus der Rundweg zurück zum Startpunkt führt. Über eine Abzweigung kann eine Hängebrücke in 25 m Höhe gewählt werden. Auf halber Weglänge des Waldwipfelweges befindet sich ein Aussichtssteg.
Auf den 52 m hohen Waldturm gelang man über eine Rampe, die sich an der Außenseite des Turmes befindet. Über diverse Kletterelemente gelangt man auch auf direktem Wege nach oben auf die Aussichtsplattform. Mittels zweier Röhrenrutschen aus dem Hause Wiegand rutscht man alternativ wieder zum Boden des Turmes.

## Weitere Attraktionen
In den Jahren nach der Eröffnung des Waldwipfelweges wurden von den Betreibern weitere Angebote an die Besucher auf dem Areal realisiert:
- Einzigartig in Bayern ist das Haus am Kopf, ein auf dem Giebel errichtetes Wohnhaus mit vollständiger Einrichtung, die ebenfalls kopfüber fix eingebaut ist
- Bayerwald Flieger – ein originaler Airbus A319 mit einer VR-Attraktion[5]
- Pfad der optischen Phänomene
- Höhle der Illusionen
- 3D(T)RAUM mit Illusionsmalerei in 3D-Trick-Art
- Sinnes-Höhle und Kletterwand
- Gehege mit Alpakas, Kängurus, Lamas, Mufflons, Schwarznasenschafe und Bienenhaus
- Naturerlebnispfad mit Mitmach-Stationen zum Erleben, Erlernen und Begreifen
- Kinderspielanlage und Indoor-Spieleland
- 2 Rutschen im Waldturm
- Kugelhaus mit Kugelbahnen
- Advents- und Wintermärkte im Dezember

### Galerie

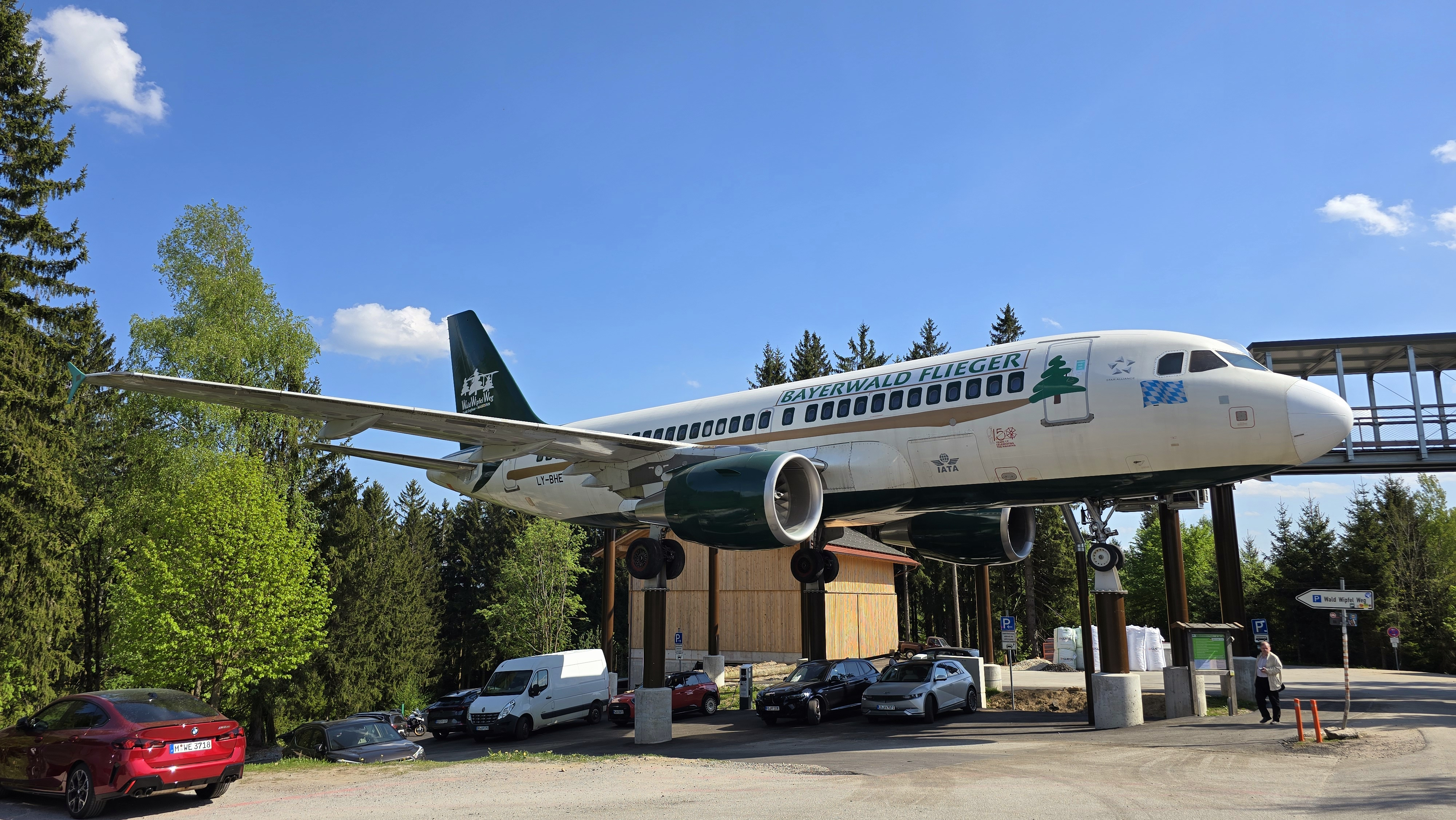
Bayerwald Flieger
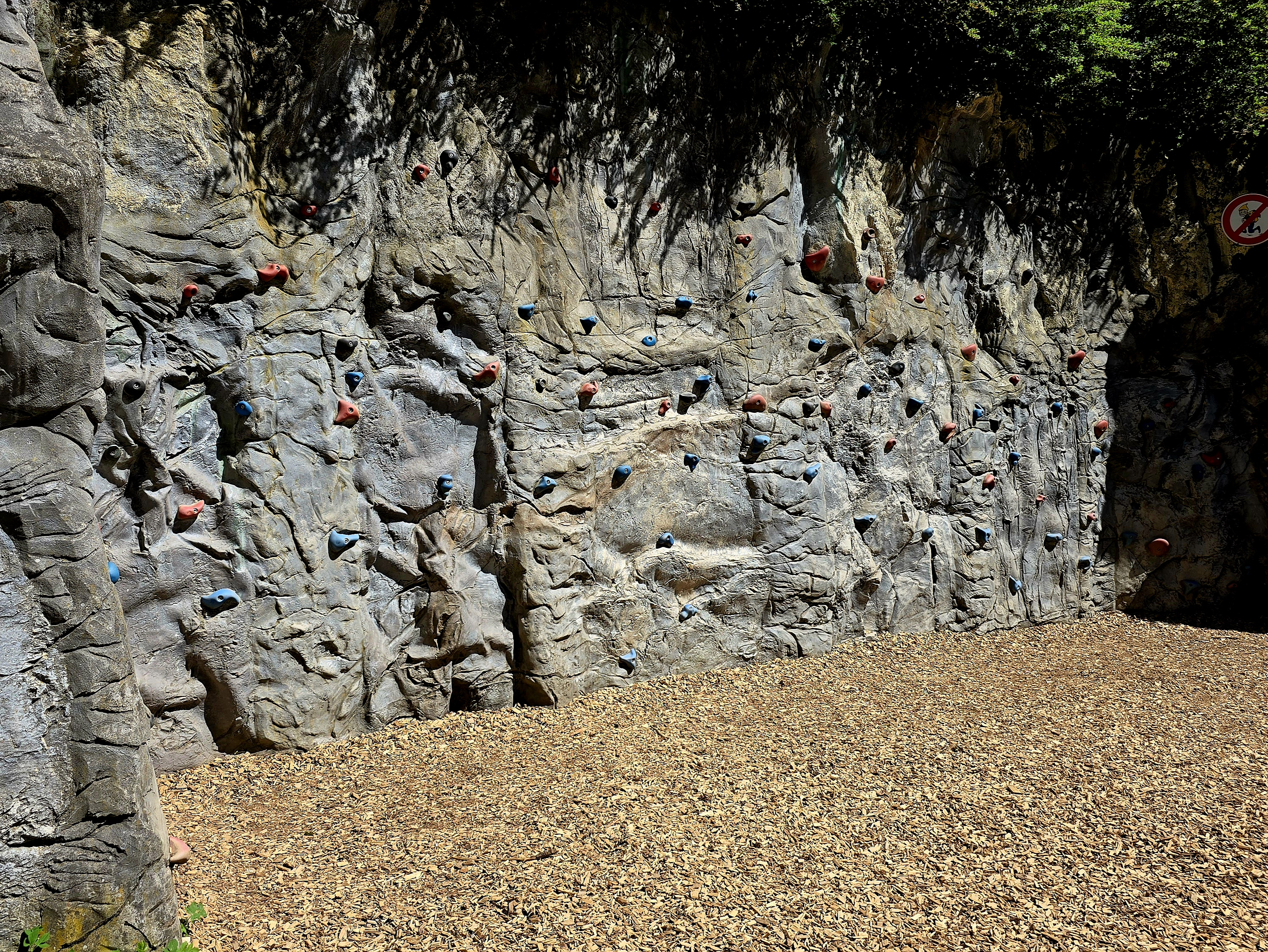
Kletterwand
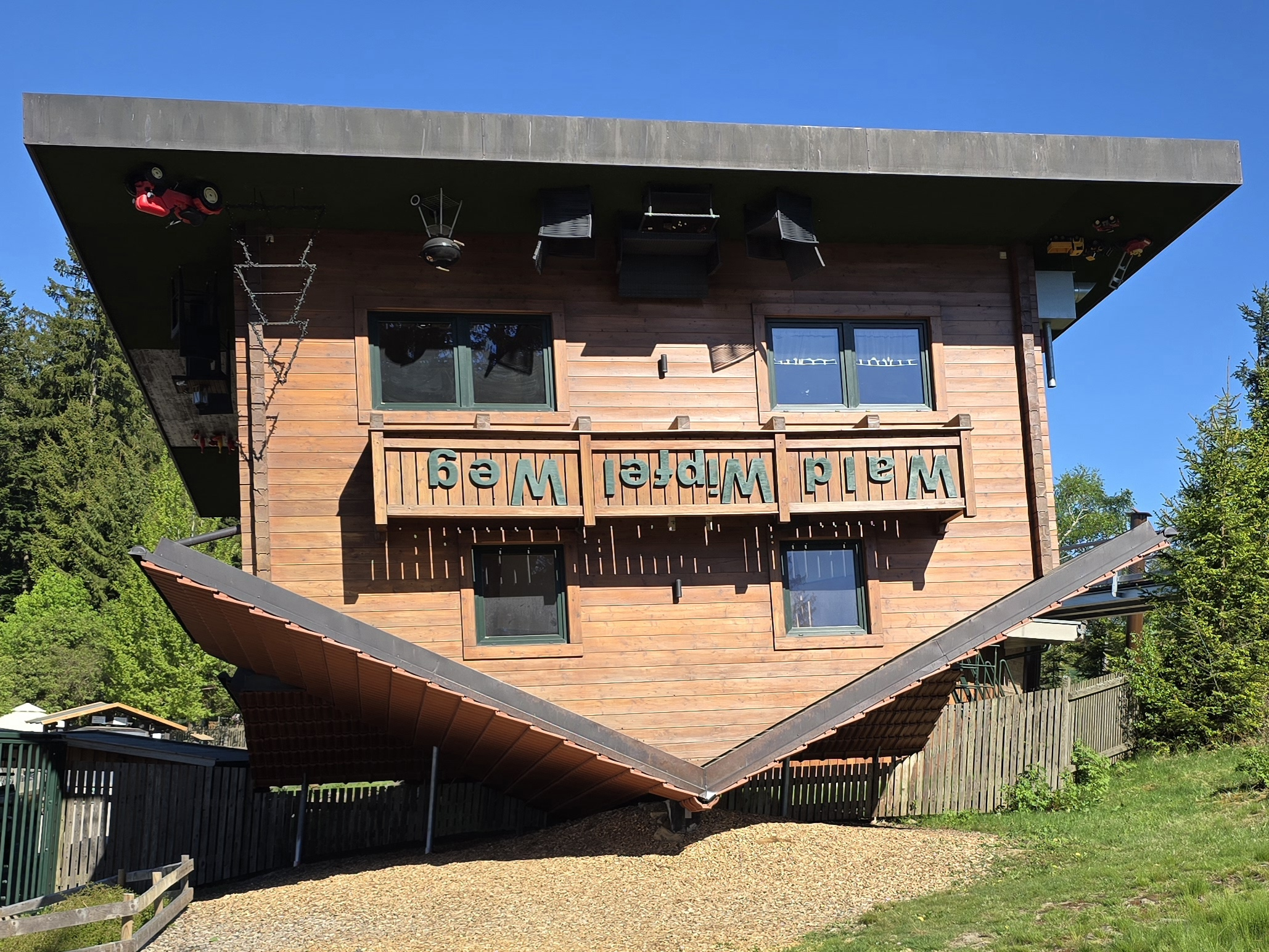
Haus am Kopf
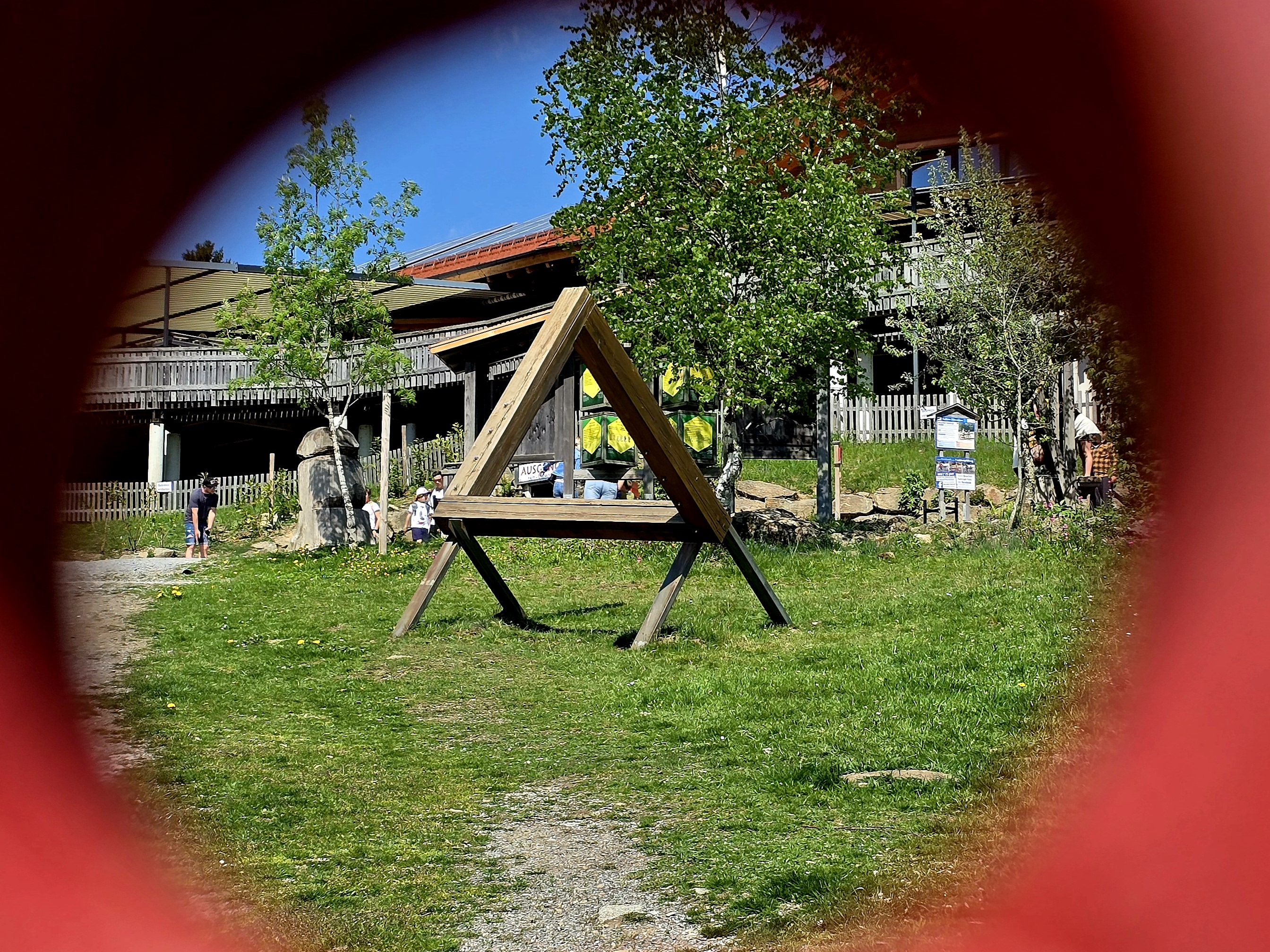
Optische Täuschung
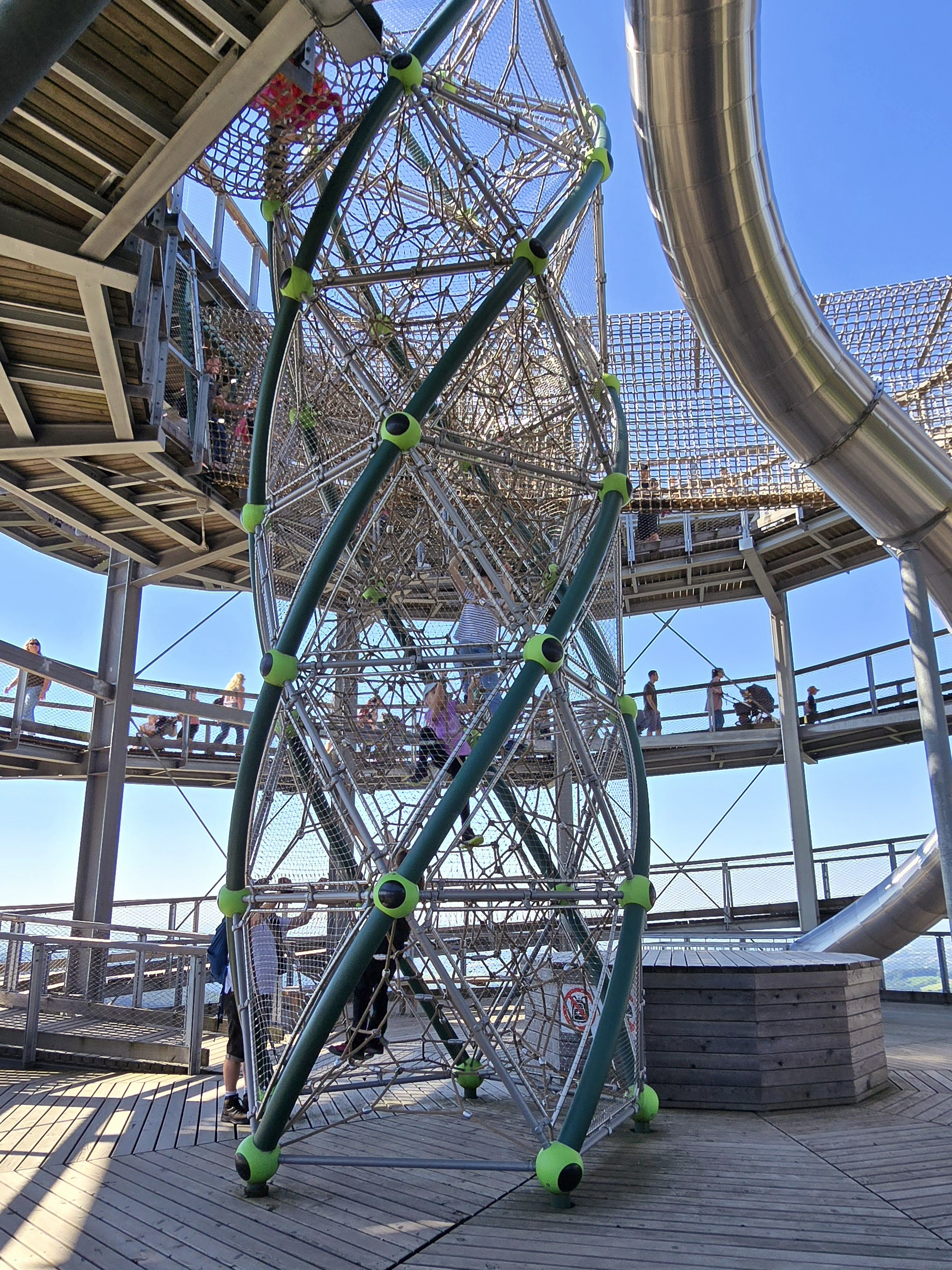
Klettergerüst im Waldturm
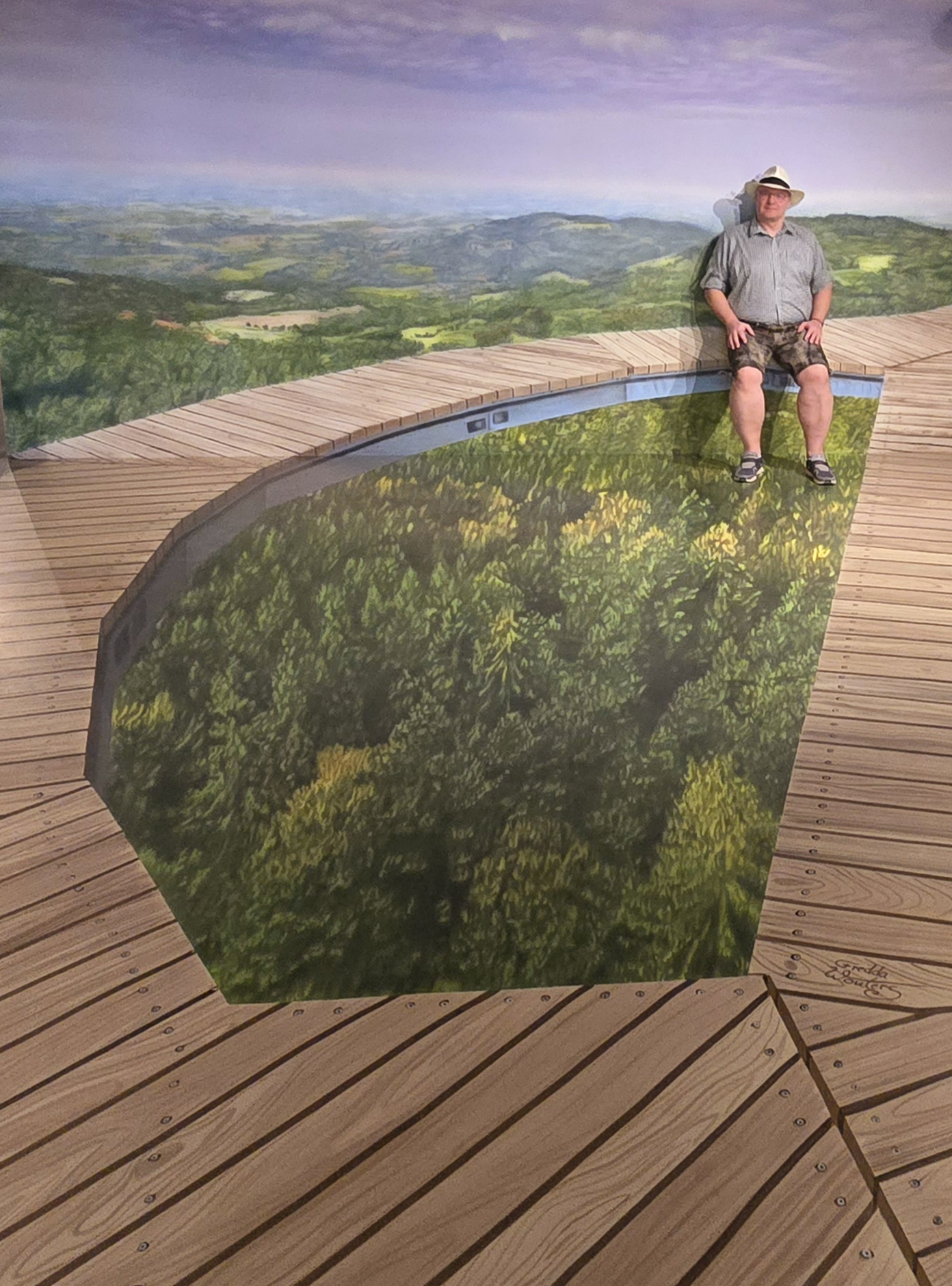
3D-Trick-Art
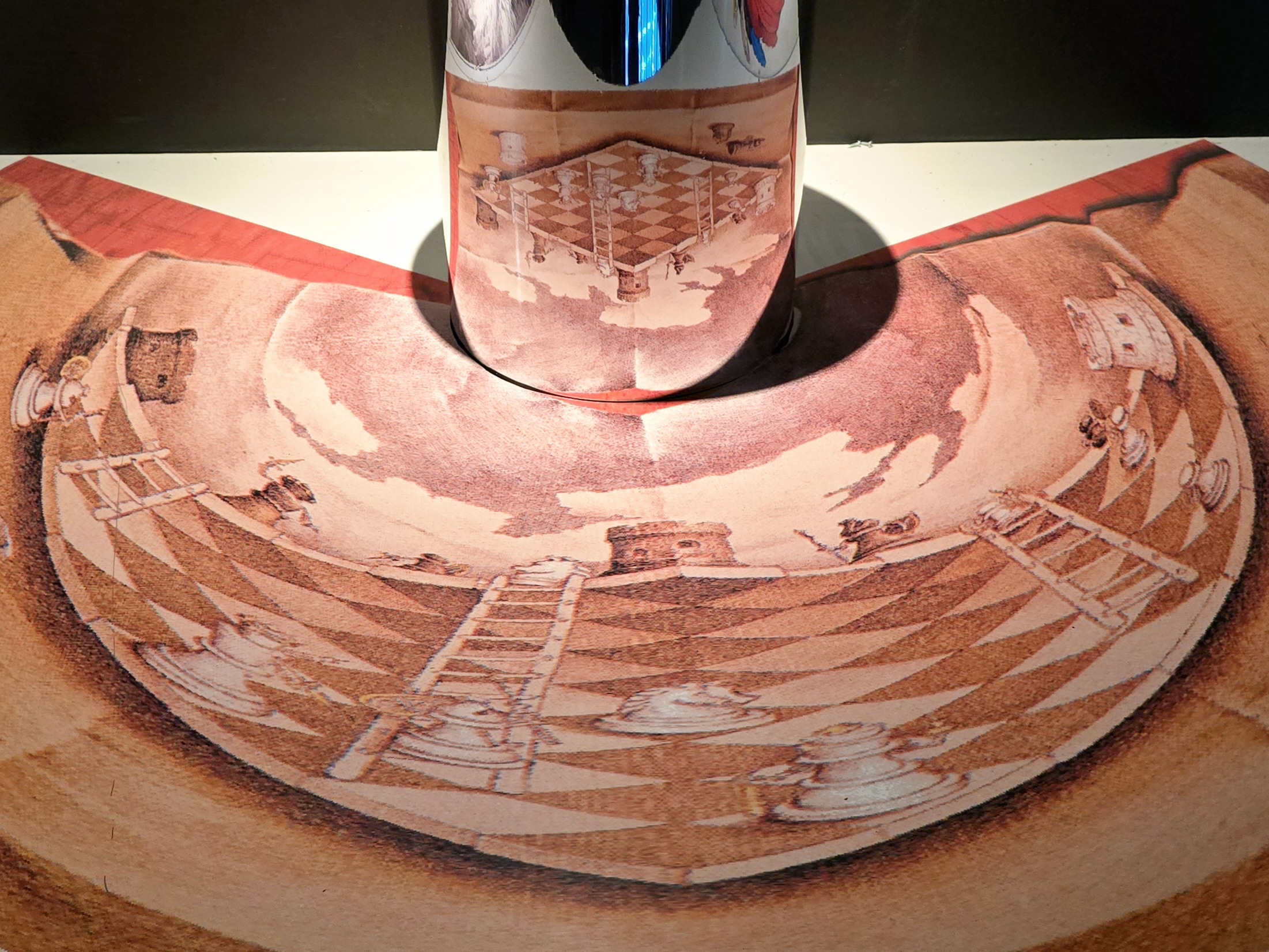
Anamorphose in der Höhle der Illusionen

## Öffnungszeiten
Die Anlage ist ganzjährig geöffnet. Die Öffnungszeiten untertags werden den Jahreszeiten angepasst. Bei extremen Wetterbedingungen kann der Waldwipfelweg, eventuell auch die gesamte Anlage geschlossen werden.

## Umgebung
Das Rodel- und Freizeitparadies Sankt Englmar befindet sich in 1 km Entfernung.